# Рудник-над-Сяном (гміна)
Гміна Рудник-над-Сяном (пол. Gmina Rudnik nad Sanem) — місько-сільська гміна у східній Польщі. Належить до Ніжанського повіту Підкарпатського воєводства.
Станом на 31 грудня 2011 у гміні проживало 10308 осіб.

## Територія
Згідно з даними за 2007 рік площа гміни становила 78.71 км², у тому числі:
- орні землі: 45.00%
- ліси: 45.00%

Таким чином, площа гміни становить 10.02% площі повіту.

## Населення
Станом на 31 грудня 2011:
| Опис     | Загалом | Загалом | Чоловіки | Чоловіки | Жінки | Жінки |
| -------- | ------- | ------- | -------- | -------- | ----- | ----- |
| одиниця  | осіб    | %       | осіб     | %        | осіб  | %     |
| все      | 10308   | 100     | 5064     | 49.13    | 5244  | 50.87 |
| міське   | 6873    | 100     | 3351     | 48.76    | 3522  | 51.24 |
| сільське | 3435    | 100     | 1713     | 49.87    | 1722  | 50.13 |

## Солтиства
- Халупкі
- Копкі
- Пшендель
- Кольонія

## Історія
1 серпня 1934 р. було створено об'єднану сільську гміну Рудник в Нисківському повіті Львівського воєводства. До неї увійшли сільські громади: Копкі, Коньчице, Козярня, Пшендель, Стружа і Тарноґура.

## Сусідні гміни
Гміна Рудник-над-Сяном межує з такими гмінами: Єжове, Кшешув, Нисько, Нова Сажина, Улянув.

## Відомі особистості
У гмині народився:
- Мечислав Карась (1924-1977) — польський мовознавець (с. Пшендель).